# 47038 Majoni
47038 Majoni este un asteroid din centura principală de asteroizi.

## Descriere
47038 Majoni este un asteroid din centura principală de asteroizi. A fost descoperit pe 17 noiembrie 1998 la Pianoro de Vittorio Goretti. El prezintă o orbită caracterizată de o semiaxă mare de 2,77 ua, o excentricitate de 0,25 și o înclinație de 10,2° în raport cu ecliptica.